# Den Kgl. porcelainsfabrik gennem 200 år
Den Kgl. porcelainsfabrik gennem 200 år er en dansk virksomhedsfilm instrueret af Hans Christensen.

## Handling
Denne artikel mangler et handlingsreferat. Hjælp os med at skrive det.